# Ellipteroides piceus
Ellipteroides piceus är en tvåvingeart som beskrevs av Becker 1907. Ellipteroides piceus ingår i släktet Ellipteroides och familjen småharkrankar. Inga underarter finns listade i Catalogue of Life.